# グランジャー・オブ・ザ・シーズ
グランジャー・オブ・ザ・シーズ（Grandeur of the Seas）は、ロイヤル・カリビアン・インターナショナルが運航しているクルーズ客船。

## 概要
フィンランドのクヴァナー・マサ造船所で建造され、1996年に就航した。